# Amazygina compressa
Amazygina compressa är en insektsart som beskrevs av Dietrich och Dmitry A. Dmitriev 2006. Amazygina compressa ingår i släktet Amazygina och familjen dvärgstritar. Inga underarter finns listade i Catalogue of Life.